# Purcăreni (gmina Micești)
Purcăreni – wieś w Rumunii, w okręgu Ardżesz, w gminie Micești. W 2011 roku liczyła 1650 mieszkańców.